# La Boissière (Hérault)
Boissière – miejscowość i gmina we Francji, w regionie Oksytania, w departamencie Hérault.
Według danych na rok 1990 gminę zamieszkiwały 594 osoby, a gęstość zaludnienia wynosiła 24 osoby/km² (wśród 1545 gmin Langwedocji-Roussillon Boissière plasuje się na 474. miejscu pod względem liczby ludności, natomiast pod względem powierzchni na miejscu 283.).